# Don Óptimo y Don Pésimo
Don Óptimo y Don Pésimo es una historieta creada por el dibujante José Escobar Saliente para el semanario publicado por la Editorial Bruguera Tío Vivo en 1964.

## Historia y personajes
Esta serie tuvo dos épocas que se distinguen entre ellas por el personaje secundario que acompaña a su protagonista.   
El titular de la historieta, Don Óptimo, es un hombre bajo, obeso y con bigote. Viste siempre con una pequeña y llamativa americana roja y un sombrero a juego con su pajarita. Es una persona alegre, jovial, llena de vitalidad y energía. Parece que la suerte siempre está de su lado, ya que a su alrededor todo se confabula para hacer su vida más agradable.
En la primera época don Óptimo vive con su tía, una mujer de mediana edad obesa como su sobrino. Es una persona muy agradable y su relación con ella suele ser idílica. Su aparición en la serie es discontinua.  
Don Pésimo coprotagoniza la segunda etapa de la serie. Este personaje aparece también en la primera etapa, en unas intervenciones muy episódicas y visualmente el personaje no está totalmente definido aún, aunque ya es característico que conduce un camión. Es posible que a raíz de estas apariciones Escobar presintiera las posibilidades contrapuestas de este personaje hacia Óptimo, así que pronto desplaza a su tía como su compañero de desventuras. Es una persona alta, de aspecto gris y entristecido, cuando no de mal humor. Al contrario que su amigo, don Pésimo es un cenizo. Atrae la mala suerte, y don Óptimo sale siempre beneficiado o recompensado de alguna manera. Por desgracia para Pésimo, las circunstancias le impiden de un modo u otro poder compartir la dicha de su amigo.